# Фивебр, Антонин
Антонин Фивебр (чеш. Antonín Fivebr; 22 ноября 1888, Прага — 26 февраля 1973, Прага) — чешский футболист, тренер.

## Карьера
Антонин Фивебр начал свою карьеру в клубе «Олимпия» (Старомясто) на позиции форварда, однако, придя в «Спарту», переквалифицировался в полузащитника, был одним из ключевых игроков в команде. В клубе Антонина знали как заядлого коллекционера экзотических рыб.
В клубе «Брешиа» Фивебр являлся играющим тренером.
В 1923 году Фивебр возглавил испанскую «Валенсию». В то время чемпионат ещё не проводился, по итогам Кубка успехов клуб не достиг.
Первый чемпионат Испании был разыгран в сезоне 1928/29. Фивебр возглавил команду Сегунды «Реал Овьедо», которая заняла 7 место из 10.
В 1929 году Фивебр возглавил выступавшую в Сегунде «Валенсию». В сезоне 1929/30 команда заняла 6 место из 10 участников, в следующем — первое.
В 1934 в третий раз Фивебр пришёл в «Валенсию» — 9 место из 12 участников.

### СССР
В конце 1935 года Фивебр приехал в СССР. В начале следующего года возглавил московский «Спартак». Тренером красно-белых Фивебр пробыл всего лишь два месяца, а в июне того же года возглавил ленинградское «Динамо».
В 1937 году консультировал команды Запорожья, Днепропетровска, а в 1938 году возглавил московский «Сталинец».
В конце 1938 года Фивебр вернулся в Чехословакию, где тренировал команды «Виктория» Жижков, «Еднота» Кошице, «Спартак» Трнава.